# Ексабайт
Ексаба́йт (Ебайт, ЕБ; англ. exabyte) — кратна одиниця вимірювання кількості інформації, що дорівнює 260 стандартним (8-бітним) байтам або 1024 петабайтам.
Назва «Ексабайт» загальноприйнята, але невірна, оскільки префікс екса-, означає множення на 1018, а не 260. Для 260 слід використовувати двійковий префікс ексбі-.

## Сфери, у яких використовується одиниця
- За даними досліджень компанії IDC, загальний обсяг цифрової інформації, яка міститься на земній кулі в 2006 році, становить 161 Ексабайт; те ж дослідження прогнозувало не менш ніж шестикратне збільшення цього обсяг за 2007—2010 роки. Аналогічне дослідження, проведене через рік, виявило 281 Ексабайт створеної і скопійованої інформації в 2007 році. У всьому світі (в середньому по 45 ГБ інформації на кожного жителя планети).
- Аналітики з Каліфорнійського університету стверджують, що людству знадобилось 300 тисяч років, щоб створити перші 12 Ексабайт інформації, проте другі 12 Ексабайт були створені всього-на-всього за два роки.
- За прогнозами експертів Cisco до кінця 2012 року середньомісячний об'єм глобального IP-трафіку досягне рівня 44 Ексабайт.
- Станом на кінець 2016 року місячний глобальний трафік має перевищити 88.4 Ексабайтів з прогнозом досягнення 168 ЕБ у 2019 році[1].
- 29 вересня 2023 року CERN повідомила про те, що сумарна місткість накопичувачів у її дата-центрах перевищила знакову позначку 1 Ебайт. Місткість сховища стабільно нарощувалася з 2010 року[2][3].